# Jacob Eldstierna
Jacob Eldstierna, född 1664 i Stockholm, död 1716 i Lothringen, var en svensk militär. Han var son till Lars Eldstierna.

## Biografi
Jacob Eldstierna föddes 1664 i Stockholm och döptes 28 juli samma år. Han var son till landshövdingen Lars Eldstierna i Östergötlands län och Catharina Standorph. Eldstierna blev student vid Uppsala universitet 26 juli 1677 och underkonduktör vid fortifikationen 1681, då Karlskrona anlades och blev löjtnant där 23 september 1683.
1685–1688 var han i utländsk krigstjänst men återvände därefter till Sverige och befordrades 1688 till kapten. 1688–1690 var han stationerad i Stettin och Damm. Han var ingenjörsbefälhavare under generalmajor Jurgen Mellin i den svenska hjälpkåren till de allierade mot Frankrike under fälttåget vid Rhen under Pfalziska tronföljdskriget 1690–1692. Han återvände därefter till sin tjänst i Pommern. 1697 blev han generalkvartermästarlöjtnant och samma år inspektor över befästningarna i Pommern och Wismar, från 1707 även i Bremen. 23 maj 1711 befordrades han till generalkvartermästare. Kort därefter försvann han dock. Det sista dokumentet han författade var ett memorial 9 augusti 1711 om iståndsättande av flera fästningar i Pommern. I augusti 1713 beordrade kungen om tillsättandet av en ersättare för Eldstierna.
Vad som hände med Eldstierna är okänt. Äldre riddarhusgenealogier uppger att han blev munk i ett bernhardinerkloster och avled i Florens. Adam Lewenhaupt anger istället att han permitterades 1712 och då begav sig till en kurort och begick självmord med en pistol i Lothringen 1716. Några källor för dessa uppgifter anger han dock inte.